# Кортачоне (Перуђа)
Кортачоне је насеље у Италији у округу Перуђа, региону Умбрија.
Према процени из 2011. у насељу је живело 748 становника. Насеље се налази на надморској висини од 275 м.